# Mayrinhac-Lentour
Mayrinhac-Lentour é uma comuna francesa na região administrativa de Occitânia, no departamento de Lot. Estende-se por uma área de 15,57 km². Em 2010 a comuna tinha 521 habitantes (densidade: 33,5 hab./km²).